# لويد زوكر
لويد زوكر (بالإنجليزية: Lloyd Zucker)‏ هو لاعب كرة قدم أسترالية أسترالي، ولد في 23 مارس 1929، وتوفي في 21 سبتمبر 2009.

## وصلات خارجية
- لويد زوكر على موقع AustralianFootball.com (الإنجليزية)